# Vilaplana (Sant Aniol de Finestres)
Vilaplana és una casa de Sant Aniol de Finestres (Garrotxa) inclosa a l'Inventari del Patrimoni Arquitectònic de Catalunya.

## Descripció
És una casa situada a pocs quilòmetres de l'església de Sant Esteve de Llémena. L'edifici està format per diferents cossos, bastits en moments constructius diferents. El cos central, que actualment és utilitzat com a habitatge, és de planta rectangular i teulat a dues aigües amb els vessants vers les façanes laterals. La façana principal està orientada a llevant; disposa de baixos i dos pisos superiors. La porta d'entrada està feta de carreus molt ben tallats. El primer pis destaca per les àmplies obertures rectangulars de pedra ben tallada. Els segon pis disposa de tres obertures de punt rodó. Darrere aquest nucli central sobresurten dos cossos d'edifici més, amb teulats a diferents nivells. El mas Vilaplana va disposar d'una capella particular dedicada a la Immaculada Concepció, actualment sense culte.